# Мюсюлманско братство
Мюсюлманското братство (на арабски جميعة الإخوان المسلمين, Джамият ал-Ихуан ал-Муслимин – буквално „Общество на мюсюлманските братя“; често се използва само الإخوان المسلمون, Ихуан ул Муслимун – Мюсюлмански братя, или просто الإخوان Ихуан – Братята или „Братя мюсюлмани“) е най-старата и най-голямата ислямска политическа организация в световен мащаб. Основана е през 1928 г. от Хасан ал-Банна в Египет след сгромолясването на Османската империя. Лозунгът му е „Ислямът е решението“. „Мюсюлманско братство“ е организация, а не политическа партия. Негови членове създават политически партии в няколко страни, но, макар и съставлявани от „Братя“, тези партии са независими от официалното движение.
Статутът на организацията е полулегален почти навсякъде, но въпреки това тя е една от най-влиятелните политически сили в арабския свят. Имат регионални клонове из цял свят. Финансира се от доброволния членски внос, богати привърженици на движението и редица фирми, които са под контрол на „Мюсюлманско братство“. Въпреки че официално са против насилието и се занимават с благотворителност, често са обвинявани в терористични действия. Част от привържениците му са умерени, но има и такива с радикални виждания. От началото на века, постепенно движението е обявено за терористична организация първоначално в Русия, а след това и в някои държави в Близкия изток и Северна Африка.

## История
Организацията е създадена през 1928 г. в град Исмаилия (Египет) от ислямския учен и преподавател Хасан ал-Банна (1906 г. – 1949 г.), неговия брат и петима техни приятели. Първоначално ал-Банна и неговите последователи са обединени от желанието да изгонят британците от властта в Египет и да освободят страната си от това, което виждат като „покваряващо“ западно влияние. „Братята“ започват като социална организация, която проповядва Ислям и преподава на неграмотните. Основното вярване на групата е, че Исляма не е просто религия, а начин на живот. Коранът и Сунната са идеален начин на живот, социална и политическа организация, които Аллах е създал за човека. Ислямските правителства трябва да са основани на тази система и накрая обединени в Халифат. Целта на „Братя мюсюлмани“, обявена от Хасан ал-Банна, е да възобнови очевидната съдба на Исляма – империя, простираща се от Испания до Индонезия. Той проповядва, че Исляма задължава човек да се бори за социална справедливост, изкореняване на бедността и корупцията, както и политическа свобода, в рамките на позволеното от законите на религията. Още от създаването си, „Братя мюсюлмани“ официално отрича употребата на сила и насилие за постигане на целите си.
С увеличаването на броя на членовете, „Мюсюлманско братство“ навлиза в политическата сфера, като организира протести срещу египетското правителство. Смята се, че в края на 40-те години на миналия век, групата има над 2 милиона последователи в Египет, а идеите ѝ са се разпространили из целия арабски свят. Клоновете на „Братята“ по света са над 5000 в различни страни, освен в Египет, също така в Бахрейн, Сирия, Палестина, Йордания, Ирак, Иран, Кувейт, Йемен, Саудитска Арабия, Оман, Алжир, Судан, Сомалия, Тунис, Либия, а дори и в САЩ, Обединеното Кралство и Русия.
Независимо в коя държава се намира клонът на движението, се спазва строга йерархия по отношение както на управлението, така и на членовете. Всеки член трябва да олицетворява най-чистите морални ценности на вярата – милосърдие, състрадание, страх от Аллах, набожност и справедливост.

## Структура на „Мюсюлманското братство“
Начело на цялата организация „Мюсюлмански братя“ стои председателят („имам“). Той се избира от специален избирателен борд (Constituent Board). Този борд представлява общ консултативен съвет, който, освен председателя, избира и Генералното изпълнително бюро (General Executive Bureau). Целта на Бюрото е да е следи за изпълнението на дауат (دعوة‎ – проповядването на Исляма). Председателят, членовете на избирателния борд и на Генералното изпълнително бюро се помещават в главното управление на „Братсвото“. Това управление не съществува до Втората световна война. Щабът разпраща инструкции и заповеди до останалите клонове на „Братята“.

### Йерархия на членовете
Членовете на организацията преминават през различни нива в йерархията. Най-ниското е „общо членство“ (general membership), което се дава на всички, които искат да кандидатстват. В първото ниво членовете са показали готовността си да са праведни, подписали са членски формуляр и плащат своя доброволен членски внос. Тези членове се наричат „ал мусаид“ (помощници), не са приети официално в „Братството“ и не са положили клетва върху Корана.
Следващата стъпка е т. нар. „братско членство“ (brothers' membreship) – дава се на всеки мюсюлманин, който е приет от областната администрация на „Братството“ и званието е „младши член“ (associate member). „Младшите“ или „ал мунтасиб“ (присъединилите се) са преминали формалното и ритуалното приемане в движението.
Следващото ниво в йерархията на „Братството“ е „практическо членство“ (practical membership) – дава се на всеки праведен мюсюлманин, преминал предишното ниво, който се съгласява да изпълнява своите задължения, определени и описани от ал-Банна. „Практическото членство“ дава ранг „'активен член“ (active member) или „ал амил“ – членове, доказали предаността си към организацията.
Четвъртата степен e „членство джихад“ (jihad membership), а членовете, достигнали до това ниво, се наричат „ал муджахид“. Това звание се дава от Главното изпълнително бюро на организацията и свидетелства за факта, че членът следи и изпълнява своите задължения.

### Три паралелни линии
Успоредно с тези четири степени, членовете се развиват в т. нар. „Три паралелни линии“ (three parallel lines), установени от Хасан ал-Банна. Тези линии представляват неговата идеология за членовете и техните задължения и действия. В основата на линиите е дауат (проповядване на исляма и приобщаване към него). Тя се уповава на базисни знания, обучение и джихад, които представляват фундаментите на обширната и всеобхватна дауат. „Мюсюлманското братство“ е приело три метода за постигане на тази идея.
Първият метод (или първата линия) е посредством кръжоци (study circles system), чиято цел е постигане на „Знание“. Това е и първият стълб на дауат, заедно с разпространяването на Исляма и Ислямизма. Основната задача на тези кръжоци е да усилят предаността към вярата. Обикновено тези кръжоци се провеждат в джамии.
Втората линия е тренировъчна и е разделена на две части, в чиято основа е семейството (ٱسَر – „усар“ – семейство) – съответно „Усар ал-Такуин“ (ٱسَر التَكوين – „такуин“ означава „формиране“) и „Усар ал-Амал“ (آسَر الامَل – „амал“ означава „надежда“). „Семейството“ има за цел да постигне още по-голяма отдаденост към Исляма и да стимулира всички сили и възможности на „Братята“. На „Усар ал-Такуин“ са поверени подготовката и развитието на членовете на „Братството“. На „Усар ал-Амал“ е възложено стимулирането на силите на членовете във всекидневната им работа за прилагането на Исляма цялостно или частично.

### Степени на членството
След като „Брата“ се развие дотук, има три степени на членството в организацията. Всяка степен има своите клаузи и изисквания.
Първата е „насир“ – защитник (проповедник) на „Братството“ и идеите му. Тази степен е фокусирана върху вярата, лояността и тренировката. Този етап представлява тест за доверие, който оформя следващата стъпка, но е прието, че това е най-ниската възможна степен по отношения на изискванията.
Втората включва „мунафид“, „амил“ и „муджахид“ – пълноправните членове. С тази степен се удостояват членовете, които се характеризират с религиозност, подчинение и джихад.
Последната и най-висока степен на членство в „Мюсюлманското братство“ е „накиб“ (ръководител). Тези „братя“ са упълномощени да образоват и да тренират други членове, да приемат обети за вярност (т.е. други членове да дават обет пред тях), да участват във взимането на решения, да знаят тайните на „Братството“. Най-важното, „накиб“ имат право да ръководят. За достигане на този етап са необходими много висока степен на тренировка, абослютна вяра и доверие, заедно с много други изисквания. Всички тези условия ограничават избора до съвсем малък брой хора, от които се избира председателят на „Братството“.

## Влияния
Един от известните лидери на „Братя мюсюлмани“ е Саид Кутб (Sayyid Qutb). Той е един от измъчваните в затвора членове на движението. Автор е на няколко книги, сред които „Километражни камъни“. Той отрича насилието като тактика за постигане на намеренията на „Братството“ и предпочита по-умерени действия. Идеите му следват тези на Хасан ал-Банна и Кутб успява да доразвие учението на основателя на групата. По-сдържаното му отношение ражда първото поколение на муджахидините, известни в литературата като „нови радикали“. Цитати от неговата книга „Километражни камъни“ са използвани като доказателство, че Кутб планира заговор срещу държавата през 1965 г. Заради това, той получава смъртна присъда и 1 година по-късно (1966 г.) е обесен. Екзекуцията му го превръща в мъченик, а книгата му става бестселър. Въпреки умерените възгледи на Кутб, много от „Братята“ виждат в творбата му призиви за политически убийства и джихад (обвинява мюсюлманските правителства в корупция и измяна на шариата, което се наказва със смърт; твърди, че джахилията се е завърнала и джихадът е начинът да се премахне „невежата“ власт). След смъртта на президента Насър през 1970 г., основната част от „Братството“ отказва да прилага насилие като средство за постигане на целите, което довежда до разделението на организацията на два полюса – умерени ислямисти и джахидисти, обикновено последователи на Саид Кутб.

## Идеология
Идеите на Саид Кутб стават основните идеи на „Мюсюлманско Братство“ впоследствие. Кутб е ислямски фундаменталист. Той отхвърля държавата като социална конструкция. Същият твърди, че Аллах е единствения господар на земя и че никой човек на трябва да властва на нея. Следователно, той отхвърля всички системи на държавно управление, сътворени от човешката мисъл. Той също вярва, че мюсюлманите трябва да се притовопоставят на всяка човешка власт на земята докато докато не премахнат всички светски правителства. Следвайки ученията на Ибн Таймия, Кутб стига до там, че обявява някои ислямски лидери за неверници. Други основоположни принципи на организацията са извлечени предимно от ислямистки реформатори на 19 век като Рашид Рида и Гамал ал-Дин Афгани, които вярват, че единственият начин, с който Ислямският свят може да посрещне предизвикателствата на Запада и модернизацията, е връщането към „първичните“ ценности на Ислямското минало. Лозунгът на „Мюсюлманско братство“ е „Ислямът е решението“. Този лозунг не е променян от самото създаване на организацията. Неговите принципи обхващат и мотото „Аллах е нашата цел, Корана е нашата конституция, Пророкът е нашият лидер, Дхижадът е нашият път и смъртта в името на Аллах е нашата цел!“. Това мото е било цитирано както от Хасан ал-Банна, така и от Мохамад Морси по време на неговата реч на 12 май 2012 г., когато се е организирала президентската кампания в Египет. Друга основоположна идея и активност на организацията е антизападна, антиимпериалистка, антиколониалистка и антисемитистка настроеност. Целта е не само да се отхвърли британското влияние, но и традициите, ценностите и методите, които произлизат от Запада като цяло. Братството вярва, че това влияние води до разпадане на ислямските ценности, както и до бавна и постепенна корупция за Египет.

## Лидери на организацията
- Основател и първи лидер (имам): (1928 – 1949) Хасан ал-Банна
- Втори лидер: (1949 – 1972) Хасан ал-Худайби
- Трети лидер: (1972 – 1986) Умар ал-Тилмисани
- Четвърти лидер: (1986 – 1996) Мохамед Хамид Абу ал-Наср
- Пети лидер: (1996 – 2002) Мустафа Машхур
- Шести лидер: (2002 – 2004) Ма'амун ал-Худайби
- Седми лидер: (2004 – 2010) Мохамед Махди Акеф
- Осми лидер: (януари 2010 – настояще) Мохамед Бадиа

## Клонове
Основна цел на Братството е да основе международна глобална мрежа от последователи, като се формират различни организаци, които следват основната идеология на Ал-Банна и последвалите лидери на организацията, която е установена в Египет и с времето се е усъвършенствала. Този вид организация е именуван „Межуданародна организация“ (на арабски: التنظيم الدولي, Аттанзиму Аддаулий) и се счита, че Международното мюсюлманско братство се формира през 1982 г. от лидера Мустафа Машхур, обаче самата експанзия на братството извън Египет се наблюдава в по-ранен период.
Клоновете на Братството започват да се появяват в Арабския свят през 30-те и 40-те години. Нямало е официален ред, по който се установявт в онова време и така отделните клонове на организацията са се формирали естествено чрез личен представител от Египетската организация.
Клоновете на „Мюсюлманското братство“ са пряко подчинени на главното управление на организацията (Генералното изпълнително бюро, председателя и т.н.). Всяка регионална групировка се състои от широка мрежа първични групи – „Джамаат ислямия“. Всяка една се състои от 20 члена. На чело е „амир“-ът – този, който ръководи и организира действията на групата. „Амир“-ът е длъжен да прави отчети за дейността пред управлението. Всички тези групи, управлението и членовете на организацията образуват „Усар Ислямия“ – „Ислямско семейство“.

### Египет
В Египет се намира главното управление на „Мюсюлманско братство“. От създаването си през 1928 г. до 1936 г. организацията има едва 800 члена, които нарастват до 200 000 за следващите 2 години (1938 г.). До 1948 г. присъединилите се са вече близо половин милион, а до края на 40-те години – почти 2 милиона. През 1948 г. „Братството“ заема страна на Палестина в конфликта с Израел, като обвинява правителството в пасивност. През декември същата година министър-председателят на Египет Махмуд Фахми Нокраши нарежда разпускането на „Мюсюлмански братя“, а крал Фарук забранява организацията. Няколко дни по-късно (28.12.1948 г.) премиерът е убит от „Брат“. Месец и половина по-късно лидерът на „Братя мюсюлмани“ – Хасан ал-Банна е убит в Кайро от правителствени агенти. През 1950 г. движението отново е легално, но само като религиозна организация. През 1952 г. Хасан Ислам ал-Худайби е избран за председател на „Братството“. Две години по-късно (1954 г.) групата е осъдена за опит за убийство на египетския президент Гамал Абдел Насър. „Братя мюсюлмани“ отричат участие в индицента. Организацията обвинява правителството в инсцениране на атентата като претекст за преследване на движението и членовете му. Групата отново е обявена за незаконна, което кара още хора да се запишат в нея. Абдул Муним Абдул Рауф, който е обвинен в опита за убийство, е екзекутиран заедно с още 5 „Братя“. Четири хиляди члена на „Братството“ са арестувани, а хиляди напускат страната. През юни 1957 г. 21 „Братя“ са убити в килиите си в затвора, а много други са измъчвани и държани в концентрационни лагери. През 1964 г. Насър амнистира затворниците и легализира организацията. Следват още три опита за убийство на президента. През 1966 г. лидерите на „Братята“ са екзекутирани, а повечето от членовете са затворени.
През 1970 г. Ануар ал-Садат е избран за новия президент на Египет след смъртта на Насър. Той обявява, че шариата ще е основа на управляваната от него държава. Според някои автори, Садат е член на „Братството“. Въпреки че това не е потвърдено, той е привърженик на някои от идеите на организацията. С идването си на власт, ал-Садат освобождава всички „Братя“, които са в затвора и легализира движението отново. През 1976 г. движението пак е забранено и неговите членове нямат право да участват в изборите. Поради тази причина отделни членове се кандидатират сами или като членове на Арабската социалистическа партия. Печелят общо 15 места. През 1979 г. „Братството“ губи доверието си в Ануар ал-Садат заради подписването на мирния договор между Египет и Израел. Това довежда до убийството на президента ал-Садат на 06.10.1981 г. от четирима „Братя“.
След убийството на Ануар ал-Садат, на власт идва неговия вицепрезицент Хусни Мубарак. Той е най-дълго управлявалият президент на страната – цели 29 години. В началото на неговото управление, Мубарак нарежда да бъдат арестувани хиляди ислямисти, около 300 са обвинени в убийство и опит за сваляне на властта. На 15.04.1982 г. петимата убийци на ал-Садат са разстреляни. Новият президент декларира, че ще продължи политиката на предшественика си, но пуска от затвора доста високопоставени умерени ислямисти, прибрани там от бившия президент. Подобно на Насър и ал-Садат, режимът на Хусни Мубарак има смесени отношения с „Братството“ – редуват се периоди на подобряване и на влошаване на отношенията. През 1984 г. групата е приета като религиозна такава, но под строг контрол от страна на правителството. Същата година на „Братя“, участващи в политическата партия Вафд, им е позволено да се кандидатират на парламентарните избори като членове на същата партия. Три години по-късно (1987 г.) експериментът е повторен, само че с други 2 партии – Социалистическата партия на труда и Либералната социалистическа партия. И в двата случая партиите, имащи членове на „Мюсюламански братя“ в листите си, печелят повече гласове, отколкото всички други опозиционни партии взети заедно. През 1990 г. правителството разпуска парламента от 1987 г., а „Братството“ заедно с Вафд, бойкотират изборите в знак на протест. От около 1992 г. правителството отново прибягва до репресивни мерки, за да спре нарастващото влияние на „Братята“. През 1995 г. и 1996 г. повече от хиляда члена на движението са арестувани. Основното обвинение е за участие в нелегална организация, плануваща свалянето на правителството. По същото време властите насочват огромна медийна кампания срещу „Мюсюлманското братство“ като го обвинява, че е терористична група. През 2005 г. членове на „Братята“ участват на изборите като независими кандидати и печелят 88 места от общо 454. На 25 януари 2011 г. започват масови протести срещу режима на Хусни Мубарак, известни като Египетска революция. На 11 февруари президентът подава оставка. „Мюсюлмански братя“ участват активно в проведените протести.

### Сирия
Клонът на организацията в Сирия е създаден през 30-те години на миналия век (според lexicorient.com) или през 1945 г. (според журналиста Робин Райт). Сирийски студенти, завършили обучението си в Египет, се завръщат в страната си и основават множество малки филиали на „Братството“. Първоначалните цели са борба срещу френския мандат в Сирия, направата на социални и политически реформи в страната по нормите на Исляма. Организацията се политизира и придобива много по-масов вид през 1948 г., когато се създава Израел. През първото десетилетие на независимост (на Сирия от Франция), движението е част от легалната опозиция, а на параламентарните избори през 1961 г. печели 10 места. След преврата от 1963 г., партия БААС идва на власт. „Братята“ се противопоставят на социалистическата политика на радикалния, светски и националистичен режим на управление. Като следствие са забранени. На Седмия конгрес на БААС (23.12.1978 г. – 6 януари 1980 г.) братът на президента Хафез ал-Асад – Риффат, заявява, че всеки, който не е с тях, е против тях. Членството в „Братството“ е углавно престъпление, което се наказва със смърт. В началото на 1980 г. 1300 члена на организацията са затворени от властите, а според някои статистики около 30 000 представилите на движението са убити при конфликти с правителството на Хафез ал-Асад. През февруари 1982 г. от джаммите в град Хама (опора на бунтовниците) „Братята“ обявяват тотална война на режима. Няколко хиляди сирийски войници с бронирани сили и артилерия нападат града и избиват бунтовниците наред с цивилното население. Убитите са между 10 000 и 25 000. На практика днес „Мюсюлманско братство“ не съществува в Сирия. Това е единствената държава от Леванта, в която властите смазват движението. Към момента то съществува като отломка в изгнание.

### Палестина
Палестинският клон на „Братството“ е създаден през 1935 г. от брата на Хасан ал-Банна – Абд ал-Рахман ал-Банна. Местният лидер на движението е ал-Хадж Амин ал-Хюсейни, който е назначен от британците за Главен мюфтия в Йерусалим. Друг важен лидер, свързван с организацията в Палестина е Из ал-Дин ал-Касам. Той е вдъхновение за ислямистите, тъй като е първият, който повежда въоръжена съпротива в иметона Палестина срещу британците през 1935 г. Десет години по-късно (1945 г.) групата открива клон в Йерусалим, а до 1947 г. се появяват още 25 клона в градове като Яфа, Лод, Хайфа, Наблус и Тулкарм, което прави членовете на движението между 12 000 и 20 000. „Братята“ воюват заедно с Арабските емирства по време на Арабо-Израелската война през 1948 г. Създаването на Израел и настъпващата палестинска бежанска криза, насърчават палестинските мюсюлмани да се присъединят към „Мюсюлманското братство“.
След войната в Западния бряг, дейността на групата е основно социална и религиозна, а не политическа, така че поддържа сравително добри отношения с Йордания, която управлява Западния бряг след 1950 г. За сметка на това движението има чести сблъсъци с египетския режим, който контролира Ивицата Газа до 1967 г. През 50-те и 60-те години на миналия век, основната цел на „Братството“ е преструктуриране на обществото и религиозно образование, а не освобождение на Палестина от Израел, което води до загуба на популярността на движението в страната. „Мюсюлмански братя“ наричат периода между 1975 г. и 1987 г. фаза на „строене на социални институции“. През това време „Братята“ учредяват различни асоциации за закат за бедните палестинци, основават училища и джамии (през това време броят на джамиите в Палестина се утроява – от 200 на 600). През 1987 г. в Газа е основано Ислямското движение за съпротива или Хамас. Твърди се, че Хамас е крило на „Братството“, формирано от свързани с организацията благотворителни и социални институции, които са спечелили силни позиции сред местното население. По време на Първата Интифада (1987 – 1993) Хамас се военизира и се трансформира в една от най-силните палестински военни групи. През 2007 г. Хамас превзема властта в Ивицата Газа.

### Либия
Либия е една от първите държави, извън Египет, която има клон на „Мюсюлмански братя“. В края на 40-те години, когато египетските членове на групата са преследвани, крал Идрис I предлага на „Братството“ убежище и свобода да разпространява своята идеалогия. През 1955 г. е открит Либийският университет в Бенгази, близо до египетската граница. Много египетски преподаватели са привлечени, включително членове на „Братя мюсюлмани“. През 50-те и 60-те години на миналия век, „Братята“ имат религиозна и интелектуална насоченост, заради което се сдобиват с множество последователи сред интелектуалците и студентите. В средата на 70-те години се оформя структурирана „Братска“ организация. Либийският клон на движението се ограничава до мирни социални, политически, икономически и културни дейности. Скоро след идването си на власт Муамар ал-Кадафи вижда в „Братството“ потенциален извор на съпротива. Той аресутва много египетски „Братя“ и ги връща обратно в Египет. През 1973 г. са арестувани и измъчвани членове на либийското „Братство“, самата организация е забранена и е принудена да мине в нелегалност. Тайната фаза помага на движението на стане по-известно. То остава незаконно до края на 70-те години. В началото на 80-те годни „Мюсюлманско братство“ се преименува на „Либийска Ислямска Група“. На 2 март 2006 либийското правителство освобождава 132 члена на движението, които са държани като политически затворници. На 20 февруари 2011 започват бунтове за свалянето на режима на Муамар Кадафи, които прерастват в гражданска война. През март Кадафи губи контрола над Либия, но сблъсъците между властта и опозицията продължават. На 20 октомври 2011 г. Муамар Кадафи е убит.

### Йордания
Йорданският клон на „Братството“ е създаден през 1942 г. и работи в добро сътрудничество с кралете на страната. Филиалът има и формирана собствена политическа партия, наречена „Ислямски фронт за действие“. През първите години на управлението си крал Хусейн е подкрепен от организацията, а през 1950 г. те застават зад него срещу политическата опозиция и опитите на Насър да го свали от власт. През 1957 г. кралят забранява политическите партии и движения, но това не се отнася за „Мюсюлманско братство“. То има голямо влияние върху националната политика, бори се за връщане към ислямските ценности и за образование в йорданското общество. През 80-те години на миналия век отношенията между монархията и „Братята“ отслабват заради отправените обвинения в корупция към управляващия елит, в открита безнравственост и безразличие към религиозния живот. През 1993 г. „Ислямски фронт за действие“ е най-голямата парламентарна група и остро се противопоставя на договора за мир между Йордания и Израел. Единственото разцепление в организацията е през 1992 г., когато членовете се разделят на „гълъби“ (традиционалисти, които подкрепят решаването на проблемите по мирен път) и „ястреби“ (въоръжени действия). Независимо от очевидните различия в идеологиите, ”Мюсюлманско братство” успява да запази и двете течения вътре в себе си и се характеризира със завидна политическа амбиция.

### Судан
През 1945 г. делегация от клона на „Мюсюлмански братя“ в Египет посещава Судан и провержда редица срещи в страната, за да представят и обяснят своята идеология. През април 1949 г. се появява първия клон на организацията в Судан. Междувременно много судански студени, учещи в Египет, биват запознати с идеите на „Братството“. Групи от мюсюлмански студенти започват да се организират в университетите през 40-те години. Основната поддържаща група на „Братята“ си остават хора, които имат висше образование. За да бъдат обединени, през 1954 г. се провежда конференция, която е посетена на множество представители на различни групи, които изглежда, че имат една и съща идеология. На конференцията е гласувано създаването на Обединено Суданско Мюсюлманско Братството (Unified Sudanese Muslim Brotherhood), която следва ученията на Хасан ал-Банна. Движението успява са си пробие път до политическите организации, които са на власт, армията и силите за сигурност, както и националният и регионалните съвети на Судан. Следващата стъпка, която предприемат, е започването на образователни кампании, за да се ислямизират обществата в страната. В същото време завземат контрола над няколко нови помощни и мисионерски организации, които да разпространяват тяхната идеология. Членовете на „Братството“ поемат контрола над новите ислямски банки като директори, администратори, служители и съветници по правни въпроси, които се превръща в източник на сила за организацията.

### Ирак
Иракската ислямска партия е оснонавана през 1960 г. като иракския клон на „Братството“, но е забранено от 1961 г. по време на нацоналистическото управление на Абд ал-Карим Касим. След смъртта на Касим на власт идва партия БААС. По време на нейното управление държавните репресии се ожесточават и през февруари 1963 г. групата е принудена да продължи дейността си нелегално. След падането на режима на Саддам Хюсейн през 2003 г., Ислямската партия се появява отново като основния защитник на сунитското общество в страната. Партията е силно критикувана за водената от САЩ окупация в Ирак, но участва в политическия процес.

### Сомалия
Сомалийското крило на „Мюсюлманско братство“ е известно под името Харакат ал-Исла или „Реформено движение“ и е основано през 1978 г. Ал-Исла е описвана като обикновено неагресивно и модернизиращо ислямско движение, чиято цел е основаването на ислямска държава. Основателите на Движението Исла са Мохамед Ахмед Нур, д-р Али Шейх Ахмед, д-р Мохамед Юсуф Абди, Ахмед Рашид Ханафи и Абдуллах Ахмес Абдуллах. Те предпочитат да останат тайно движение, тъй като се страхуват от потисническия режим на Сиад Баре. Все пак излизат наяве, когато режимът пада през 1991 г. и започват да работят открито. Под тяхна егида са образовани повече от 120 000 души. В сомалийското общество групата е известна като мирна организация, която не участва в никакви силови конфликти и отхвърля използването на сила.

### Великобритания
„Мюсюлманскоро братство“ формално е активно във Великобритания от 1996 г. Първият представител на движението в страната, Камал ал-Хелбауи, египтянин, казва, че организацията няма много членове, но много британци интелектуално подкрепят целите на „Братството“. Добавя, че целта на „Братята“ във Великобритания е да разпространява информация за Исляма и ислямските движения. През 1999 г. организацията открива „световен информационен център“ в Лондон. В съобщение до пресата се съобщава, че центърът ще специализира в популяризирането на перспективите и позиците на „Мюсюлманското братство“.

## От опозиция към идване на власт
Икономическата криза в Египет през 90-те години на миналия век предоставя благоприятни условия за „Братя мюсюлмани“, като по този начин тя се представя като атрактивна политическа алтернатива сред другите участници на политическата сцена в Египет, които биват описвани като „корумпирани“.
През 2000 г. политическата партия, която представлява Братството в Египет, получава 17 места след проведените парламентарни избори. Те са толкова колкото на другите опозиции в парламента. През 2005 г. те получават 88 места, като това представлява 20% от всички места в парламента. По този начин организацията формира най-голямата опозиция в Египет. От този момент насетне „Мюсюлманско братство“ става основната политическа опозицията в Египет.
След изборите през 2012 г. кандидатът Мохамед Морси, който е представител на Братството в изборите, заема президентския пост. Впоследствие, новопостъпилият президент си предоставя власт за легислация без някакъв вид контрол над неговите действия и се поставя над всички други институции, включително и съдилищата. Това довежда до множество протести срещу управлението на Морси и срещу „Мюсюлманско братство“.
Последвалият държавен преврат през 2013 г. сваля от власт президента Морси. Новото правителство обявява „Братството“ за терористична организация, като вкарва в затвора множество нейни видни фигури. Тези действа на правителството са подкрепени от мнозинството египетски граждани.